# Mercedes-Benz AG
Die Mercedes-Benz AG ist ein deutscher Hersteller von Personenkraftwagen und Lieferwagen. Die hundertprozentige Tochtergesellschaft der Mercedes-Benz Group AG mit Sitz in Stuttgart entstand am 1. November 2019 durch Ausgliederung der Pkw- (Mercedes-Benz Cars) und Van-Sparte (Mercedes-Benz Vans). Sie vertreibt ihre Fahrzeuge unter den Marken Mercedes-Benz mit den Submarken Mercedes-Maybach und Mercedes-AMG, Smart.
Eine Mercedes-Benz AG existierte bereits vom 29. Juni 1989 bis zum 31. März 1997 als Tochtergesellschaft der damaligen Daimler-Benz AG. Die Submarke Mercedes-EQ für Elektromobilität wurde im Oktober 2024 in die Zusatzbezeichnung mit EQ-Technologie hinter dem Modellnamen überführt.